# Базанкур, Сезар
Сезар Базанкур (фр. César Lecat baron de Bazancourt; 16 декабря 1811, Париж — 25 января 1865 или 1865, бывший 1 район Парижа) — французский писатель, военный историк, директор библиотеки Компьенского дворца в правление Луи-Филиппа I.

## Биография
Родился в Париже в семье генерала Жана-Батиста Базанкура и Элизабет Генриетты Базанкур. Прадед — ботаник Жан-Никола Сере. Дядя Проспер де Барант. Во время июльской монархии был библиотекарем в Компьенском дворце.
Автор романов из светской жизни, театральной критики, использовал псевдоним Виктор Бонен.
В правление Наполеона III был назначен официальным историографом. В 1854 году был послан в Крым с Восточной армией с поручением написать историю Крымской войны, кроме этого писал о походе в Португалию и о колониальных войнах.
Выходу этой работы предшествовал сборник писем «Cinq mois au camp devant Sèbastopol» (Париж, 1855), где Базанкур сообщает соотечественникам свои наблюдения с театра войны. Часть корреспонденции печаталась в газетах. Само сочинение: «L’expèdition de Crimèe jusqu’а la prise de Sèbastopol, chronique de la guerre d’Orient» (1852, 2 т.), имело блестящий успех и в течение одного года выдержало четыре издания.
Затем Сезар написал: «La marine française dans la mer Noire et Baltique» (1858 г.), «La campagne d’Italie de 1859», «Les expèditions de Chine et de Cochinchine, d’après les documents officiels» (1861—62). Кроме того, издал, на основании официальных документов, описание экспедиций в Китай и Кохинхину.

## Награды
- Кавалер Ордена Почетного легиона (1846), офицер Ордена Почетного легиона (1860) за литературную деятельность.

### Романы
- L’Escadron volant de la reine (1836, 2 vol.)
- Un Dernier souvenir (1840)
- À côté du bonheur (1845)
- Le Comte de Rienny (1845)
- Georges le Montagnard (1851,4vol.)
- Noblesse oblige (1851)
- La Princesse Pallianci (1852, 5 vol.)

### Исторические исследования
- Histoire de Sicile sous la domination des Normands (1846, 2 vol.).
- L’Expédition de Crimée jusqu'à la prise de Sébastopol - Chroniques de la guerre d'Orient, Paris ; Amyot, 1856
- L’Expédition de Crimée : la marine française dans la mer Noire et la Baltique, Paris 1858
- La campagne d'Italie de 1859 : chroniques de la guerre, Amyot 1860
- L'Expédition de Chine et de Cochinchine. D'après les documents officiels, Amyot Paris 1861 - 1862